# Isbiten
Isbitar för konsumtion, se isbit
Isbiten
Ledjanoj kub 
eller Ice Cube curlingcenter (ryska: Керлинговый Центр Ледяной куб, Kerlingovyj Tsentr Ledjanoj kub) är en multiarena med plats för 3 000 åskådare i Sotji, Ryssland. Arenan öppnade 2012 och kostade 91 miljoner att bygga. Byggnaden är temporär, så det är möjligt att flytta den vid behov.

## Beskrivning
Arenan ligger i den olympiska parken i Sotji med flera andra arenor som var byggda för de olympiska vinterspelen 2014. Ledjanov kub har, till skillnad från övriga arenor, en renare och enklare design. Byggnaden ska symbolisera demokrati och tillgänglighet.
Arenan var spelplats för curlingtävlingarna under de olympiska vinterspelen 2014 och Rullstolscurling vid de paralympiska vinterspelen 2014.